# Női 5000 méteres gyorskorcsolya a 2002. évi téli olimpiai játékokon
A 2002. évi téli olimpiai játékokon a gyorskorcsolya női 5000 méteres versenyszámát február 23-án rendezték Kearnsben. Az aranyérmet a német Claudia Pechstein nyerte meg. A versenyszámban nem vett részt magyar versenyző.

## Rekordok
A versenyt megelőzően a következő rekord volt érvényben:
| Világrekord     | Gunda Niemann (GER)     | 6:52,44 | Salt Lake City, Amerikai Egyesült Államok | 2001. március 10. |
| Olimpiai rekord | Claudia Pechstein (GER) | 6:59,61 | Nagano, Japán                             | 1998. február 20. |

A versenyen új világrekord született:
| Gretha Smit (NED)       | 6:49,22 | Salt Lake City, Amerikai Egyesült Államok | 2002. február 23. |
| Claudia Pechstein (GER) | 6:46,91 | Salt Lake City, Amerikai Egyesült Államok | 2002. február 23. |

## Végeredmény
Mindegyik versenyző egy futamot teljesített, az időeredmények határozták meg a végső sorrendet. Az időeredmények másodpercben értendők. A rövidítések jelentése a következő:
- WR: világrekord

| Helyezés | Versenyző              | Nemzet                 | Idő                     |
| -------- | ---------------------- | ---------------------- | ----------------------- |
| Arany    | Claudia Pechstein      | Németország (GER)      | 6:46,91 WR              |
| Ezüst    | Gretha Smit            | Hollandia (NED)        | 6:49,22                 |
| Bronz    | Clara Hughes           | Kanada (CAN)           | 6:53,53                 |
| 4.       | Cindy Klassen          | Kanada (CAN)           | 6:55,89                 |
| 5.       | Varvara Bariseva       | Oroszország (RUS)      | 6:56,97                 |
| 6.       | Anni Friesinger-Postma | Németország (GER)      | 6:58,39                 |
| 7.       | Tonny de Jong          | Hollandia (NED)        | 7:01,17                 |
| 8.       | Tabata Maki            | Japán (JPN)            | 7:06,32                 |
| 9.       | Catherine Raney Norman | Egyesült Államok (USA) | 7:06,89                 |
| 10.      | Kristina Groves        | Kanada (CAN)           | 7:07,16                 |
| 11.      | Valentyina Jaksina     | Oroszország (RUS)      | 7:08,42                 |
| 12.      | Daniela Anschütz-Thoms | Németország (GER)      | 7:10,17                 |
| 13.      | Marja Vis              | Hollandia (NED)        | 7:19,08                 |
| 14.      | Annie Driscoll         | Egyesült Államok (USA) | 7:35,23                 |
| –        | Ljudmila Prokasova     | Kazahsztán (KAZ)       | nem ért célba (elesett) |
| –        | Nemoto Nami            | Japán (JPN)            | nem ért célba           |